# Hieracium leptopsis
Hieracium leptopsis es una especie de planta con flor del género Hieracium, de la familia Asteraceae, orden Asterales.

## Distribución
Hieracium leptopsis se distribuye por Noruega.

## Taxonomía
Fue descrita científicamente por Omang.
Tratamiento taxonómico
La especie aparece registrada en una sección de la publicación Ark. Bot.